# Simone Valère
Simone Valère (Parigi, 2 agosto 1921 – Roinville, 11 novembre 2010) è stata un'attrice francese.

## Filmografia parziale
- Primo appuntamento (Premier rendez-vous), regia di Henri Decoin (1941)
- L'ultimo bacio (Pontcarral, colonel d'empire), regia di Jean Delannoy (1942)
- Il viaggiatore d'Ognissanti (Le voyageur de la Toussaint), regia di Louis Daquin (1943)
- L'amore che ho sognato (La vie en rose), regia di Jean Faurez (1948)
- Manon, regia di Henri-Georges Clouzot (1949)
- Barry - La fiaccola della vita (Barry), regia di Richard Pottier e Karl Anton (1949)
- La bellezza del diavolo (La beauté du diable), regia di René Clair (1950)
- La notte è il mio regno (La nuit est mon royaume), regia di Georges Lacombe (1951)
- Violette imperiali (Violetas imperiales), regia di Richard Pottier (1952)
- Grandi manovre (Les grandes manoeuvres), regia di René Clair (1955)
- Storie d'amore proibite (Il cavaliere e la zarina) (Le secret du Chevalier d'Éon), regia di Jacqueline Audry (1959)
- Il trionfo di Michele Strogoff (Le triomphe de Michel Strogoff), regia di Viktor Tourjansky (1961)
- La furia degli uomini (Germinal), regia di Yves Allégret (1963)
- Pattuglia anti gang (Brigade antigangs), regia di Bernard Borderie (1966)
- Bourges operazione Gestapo (Le franciscain de Bourges), regia di Claude Autant-Lara (1968)
- L'assassinio di Trotsky (The Assassination of Trotsky), regia di Joseph Losey (1972)
- Notte sulla città (Un flic), regia di Jean-Pierre Melville (1972)